# 世界ダンス議会
世界ダンス議会（World Dance Council）は、世界各地に協賛国を持つ、ダンススポーツと社交ダンスを統括するスポーツと文化の団体。
競技ダンスの部門(コンペティションスタイル)では、スローフォックストロットなどを含む10種目のダンスがあり。社交ダンスの部門(ソーシャルスタイル)では、サルサやアルゼンチンタンゴを含む18種目のダンスがある。
1950年、スコットランドのフィリップ・リチャードソンにより世界ダンス議会（WD/DSC）として設立。以来、世界プロフェッショナルスタンダード選手権をはじめとする多くの世界選手権も主催されている。

## 主催大会
- 世界プロフェッショナル・スタンダードダンス選手権大会
- 世界プロフェッショナル・ラテンダンス選手権大会
- 世界10ダンス選手権
- 世界ショーダンス選手権
- 世界アマチュアメダリスト選手権
- ワールド・ラテン・マスターズ